# From the Vault: Realms

Il logo del set

From the Vault: Realms è un set speciale del gioco di carte collezionabili Magic: l'Adunanza edito da Wizards of the Coast. In vendita in tutto il mondo dal 31 agosto 2012 ma solo in lingua inglese.

## Caratteristiche
Realms è un cofanetto contenente una selezione di quindici carte terra. Le terre rappresentano il paesaggio delle ambientazioni del gioco, e sono la fonte primaria di mana, ovvero l'energia magica che permette a un mago di lanciare delle magie; tuttavia possono avere abilità fra le più disparate, e per questo alcune terre sono utilizzate per gli altri effetti che hanno sul gioco rispetto alla produzione del mana. Tutte le carte sono a bordo nero, e sono state stampate con un metodo di stampa olografica speciale, che non viene utilizzato nei normali set del gioco. Sette carte inoltre presentano una nuova illustrazione creata apposta per l'occasione.
Il simbolo dell'espansione è un'alba su un paesaggio montagnoso, e si presenta con il colore usato abitualmente nei set di espansione tradizionali per indicare le carte rare mitiche: il bronzo.

## Lista delle carte
1. Alture di Vento Pungente (dall'espansione Lorwyn)
2. Baratro Glaciale (nuova illustrazione, dall'espansione Era Glaciale)
3. Boschetto dei Salici Ardenti (nuova illustrazione, dall'espansione Visione Futura)
4. Bosco Driade (nuova illustrazione, dall'espansione Visione Futura)
5. Bosco Sussurrante (dall'espansione Aurora)
6. Boseiju, Che Protegge Tutti (dall'espansione Campioni di Kamigawa)
7. Colosseo dei Cefalidi (nuova illustrazione, dall'espansione Odissea)
8. Deserto (dall'espansione Arabian Nights)
9. Frutteto Proibito (nuova illustrazione, dall'espansione Campioni di Kamigawa)
10. Gola di Shiv (nuova illustrazione, dall'espansione Saga di Urza)
11. Labirinto di Ith (nuova illustrazione, dall'espansione L'Oscurità)
12. Mercato Principale (dall'espansione Maschere di Mercadia)
13. Tomba Antica (dall'espansione Tempesta)
14. Urborg, Tomba di Yawgmoth (dall'espansione Caos Dimensionale)
15. Vesuva (dall'espansione Spirale Temporale)